# Europa-Hornmelde
Die Europa-Hornmelde (Krascheninnikovia ceratoides), auch Europäische Hornmelde, Östliche Hornmelde und Filziger Hornsame genannt, ist eine Pflanzenart in der Unterfamilie der Chenopodioideae innerhalb der Familie der Fuchsschwanzgewächse (Amaranthaceae). Sie ist in Zentral- und Südwestasien verbreitet und tritt an wenigen Wuchsorten in Europa als eiszeitliches Kaltsteppenrelikt auf.

## Merkmale

### Vegetative Merkmale
Die Europa-Hornmelde ist ein Halbstrauch der Wuchshöhen zwischen 20 und 100 cm erreicht. Die (allo-)homorhize Bewurzelung besteht aus einer kräftigen Pfahlwurzel mit langen Schnur- und Seitenwurzeln. Aus der reich verzweigten Basis entspringen überdauernde und einjährige Sprossachsen. Die holzigen Stängel sind stark verzweigt. Die Zweige hängen meist bogig herab bzw. sind überhängend. Die 2 bis 3 mm lang gestielten Laubblätter sind meist 20 bis 40 mm lang und 4 bis 10 mm breit, ganzrandig, lanzettlich bis eilanzettlich, spitz und am Rand etwas umgerollt. Die oberirdischen Pflanzenteile sind dicht mit sechs- bis achtstrahligen, 0,2 bis 0,4 mm im Durchmesser messenden, sitzenden Sternhaaren besetzt.

### Generative Merkmale
Die Europäische Hornmelde ist einhäusig getrenntgeschlechtig (monözisch). Die Blühsprosse sind aufrecht und traubig. Die eingeschlechtigen Blüten erscheinen zwischen Juli und September. Die männlichen Blüten bilden eine dichte, endständige, zusammengesetzte Scheinähre. Die Scheinähre besteht aus seitenständigen, 0 bis 1 mm lang gestielten und etwa 10 bis 20 mm langen „Ährchen“ aus etwa 5 bis 10 mehrblütigen Knäueln, die meist in der Achsel eines 3 bis 7 mm langen Tragblatts stehen. Die männlichen Blüten messen rund 1,5 mm im Durchmesser und besitzen vier mit Sternhaaren besetzte Perigonblätter aber keine Vorblätter. Die weiblichen Blüten sitzen am Grund der „Ährchen“ einzeln in Achseln der Laubblätter. Die weiblichen Blüten besitzen keine Perigonblätter, aber sternhaarige und am Grund mit zahlreichen, sehr dicht stehenden, rund 6 mm langen  und zuletzt bräunlich gefärbt Borsten besetzt Vorblätter. Die zwei 3 bis 4 mm langen Vorblätter sind zur Fruchtreife zu 2⁄3 bis 3⁄4 verwachsen und schließen die Nussfrucht völlig ein. Die an der Spitze zweihörnige Hülle gab der Hornmelde ihren deutschen Artnamen. Es sind zwei 1,5 bis 2 mm lange Narben vorhanden.

### Chromosomenzahl
Die Chromosomenzahl beträgt 2n=36.

## Ökologie
Bei der Europa-Hornmelde handelt es sich um einen Nanophanerophyten. Eine klare Bindung an bestimmte Pflanzengesellschaften ist nicht erkennbar. Sie wurde als Kennart des Agropyro-Kochion, der „Halbruderalen Lösskantenflur“, genannt.

## Vorkommen
Die Europäische Hornmelde ist ein mongolisch-südsibirisch-orientalisch-turanisch-pontisches Florenelement und hat ihr Hauptverbreitungsgebiet in Zentral- und Südwestasien. In Europa tritt sie inselartig in Spanien, Siebenbürgen der Ukraine sowie im pannonischen Gebiet Österreichs auf. In Tschechien und Ungarn ist die Art heute ausgestorben. Die europäischen Vorkommen gelten als Kältesteppenrelikt der letzten Eiszeit. Die Europäische Hornmelde gedeiht auf kiesigen und felsigen Gebirgssteppen sowie auf trockenen Lösshängen. Es wird vermutet, dass sie eine Zeigerpflanze für Bor ist.
Die österreichischen Fundorte befinden sich am westexponierten Steilhang des Blauen Bergs bei Oberschoderlee sowie in zwei Lösshohlwegen bei Goggendorf, beide im niederösterreichischen Weinviertel gelegen. Das Vorkommen bei Goggendorf wurde 1912 durch Alois Teyber entdeckt, jenes bei am Blauen Berg kurz danach durch Pfarrer Ripper. Laut Gustav Wendelberger handelt es sich um eines der ältesten Reliktvorkommen des pannonischen Raumes. Günther Beck stufte hingegen die Vorkommen 1890 aufgrund der ruderalen Standorte als „wohl nur als dem Oriente eingeschleppt“ ein.

## Gefährdung und Schutz
In Niederösterreich gilt die Europäische Hornmelde als stark gefährdet. In Oberschoderlee werden vom Niederösterreichischen Naturschutzbund gemeinsam mit der Gemeinde Stronsdorf laufend Schutzmaßnahmen, wie die Entfernung konkurrierender Gehölze, vorgenommen.

## Systematik
Diese Art wurde als Axyris ceratoides durch Carl von Linné erstveröffentlicht. Johann Anton Güldenstädt hat sie 1772 in Novi Comment. Acad. Sci. Imp. Petrop., 16, S. 555 in die Gattung Krascheninnikovia verschoben.
Synonyme für Krascheninnikovia ceratoides (L.) Gueldenst., die auf demselben Typusexemplar beruhen, sind Axyris ceratoides L., Diotis ceratoides (L.) Willd. und Eurotia ceratoides (L.) C.A.Mey. Als weitere Synonyme gelten Ceratoides latens (J.F.Gmel) Reveal & N.H.Holmgren, Ceratoides papposa Botsch. & Ikonn., Ceratospermum papposum Pers., Krascheninnikovia latens J.F.Gmel. sowie Eurotia lenensis Kumin., Krascheninnikovia lenensis (Kumin.) Tzvelev und Eurotia ferruginea Moq.

## Bilder

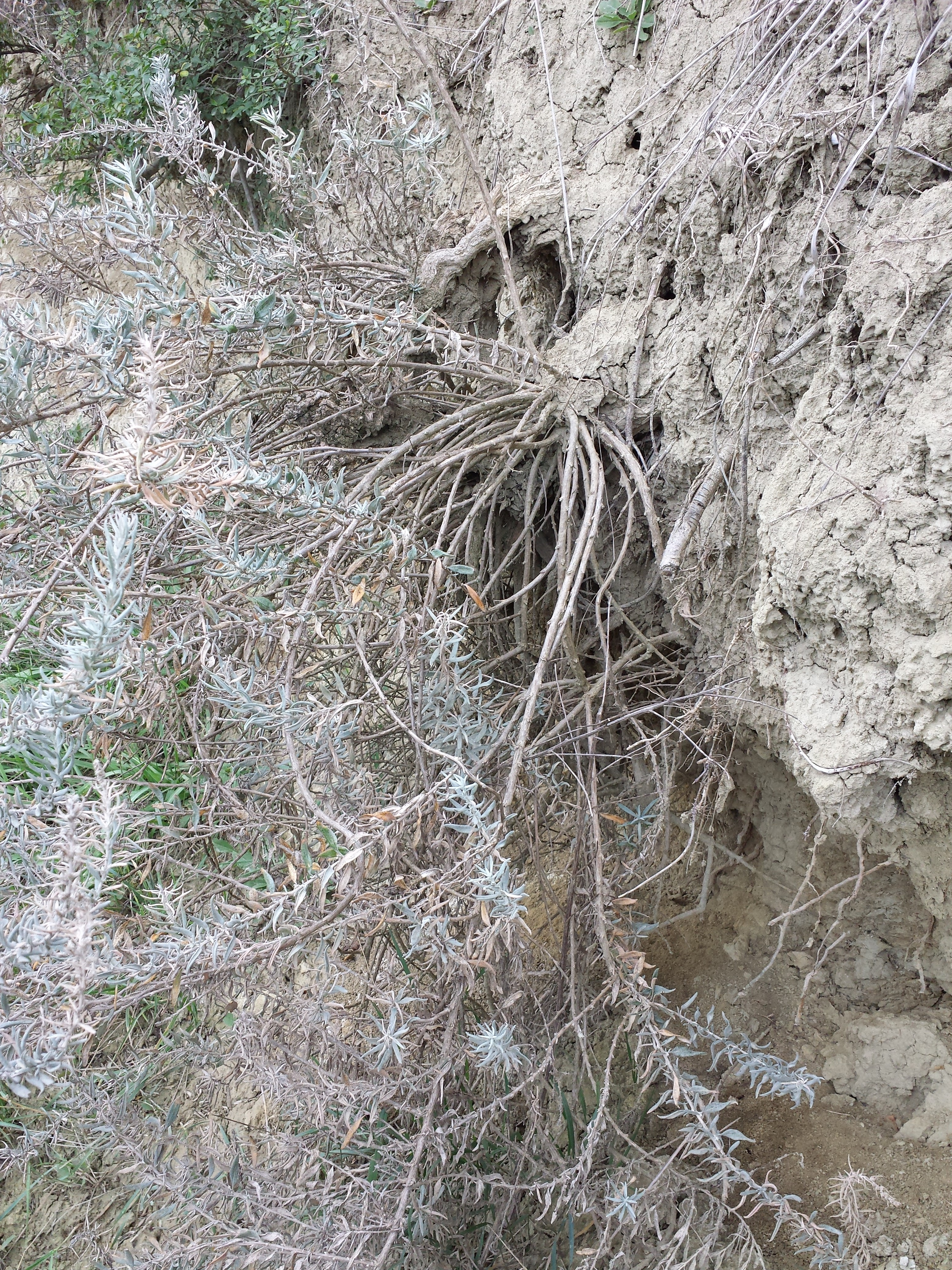
Aus der reich verzweigten Basis entspringen zahlreiche Sprossachsen.
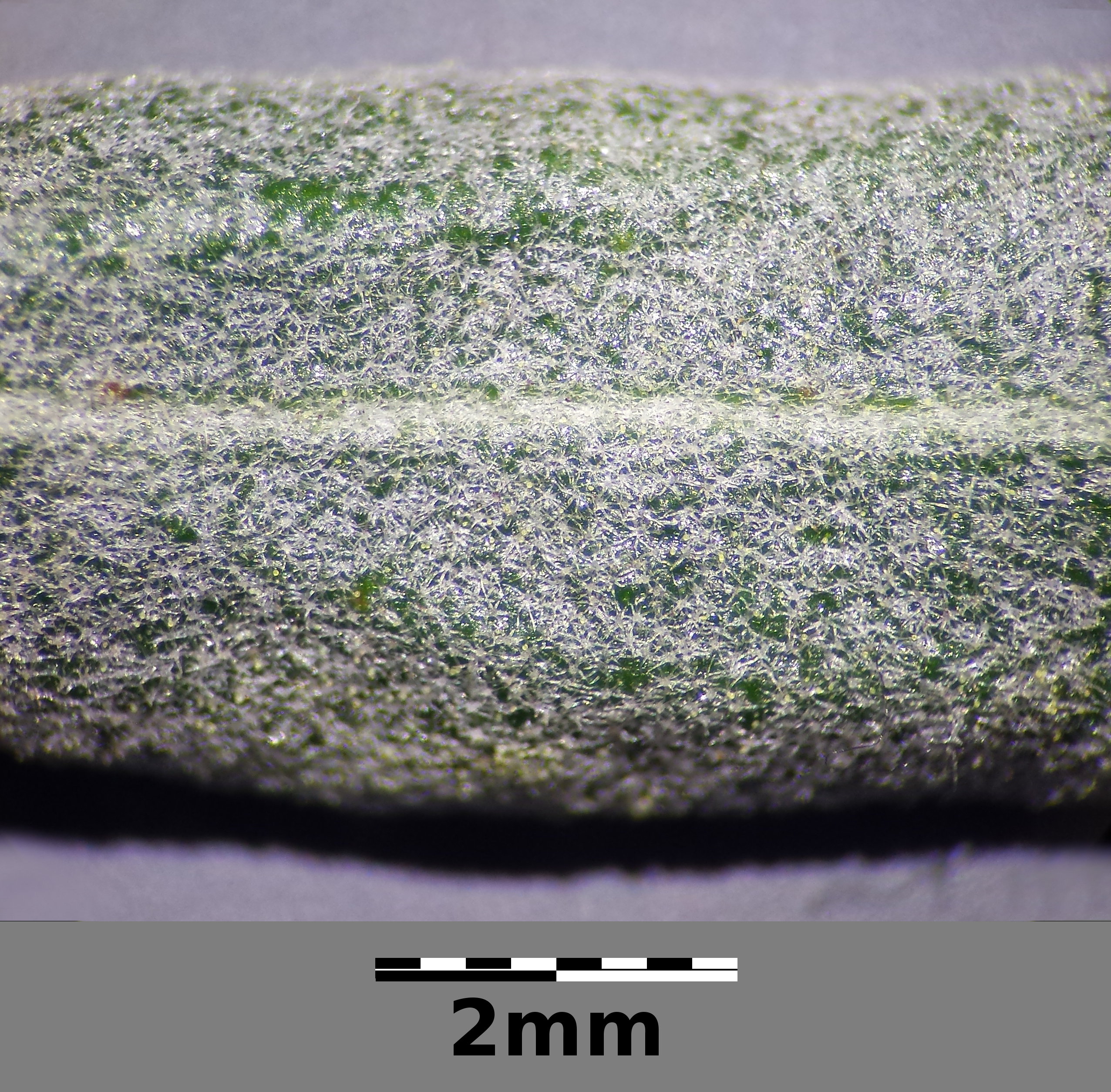
Die Laubblatt-Oberseite ist wie alle oberirdischen Pflanzenteile dicht mit Sternhaaren besetzt und erscheint daher graufilzig.
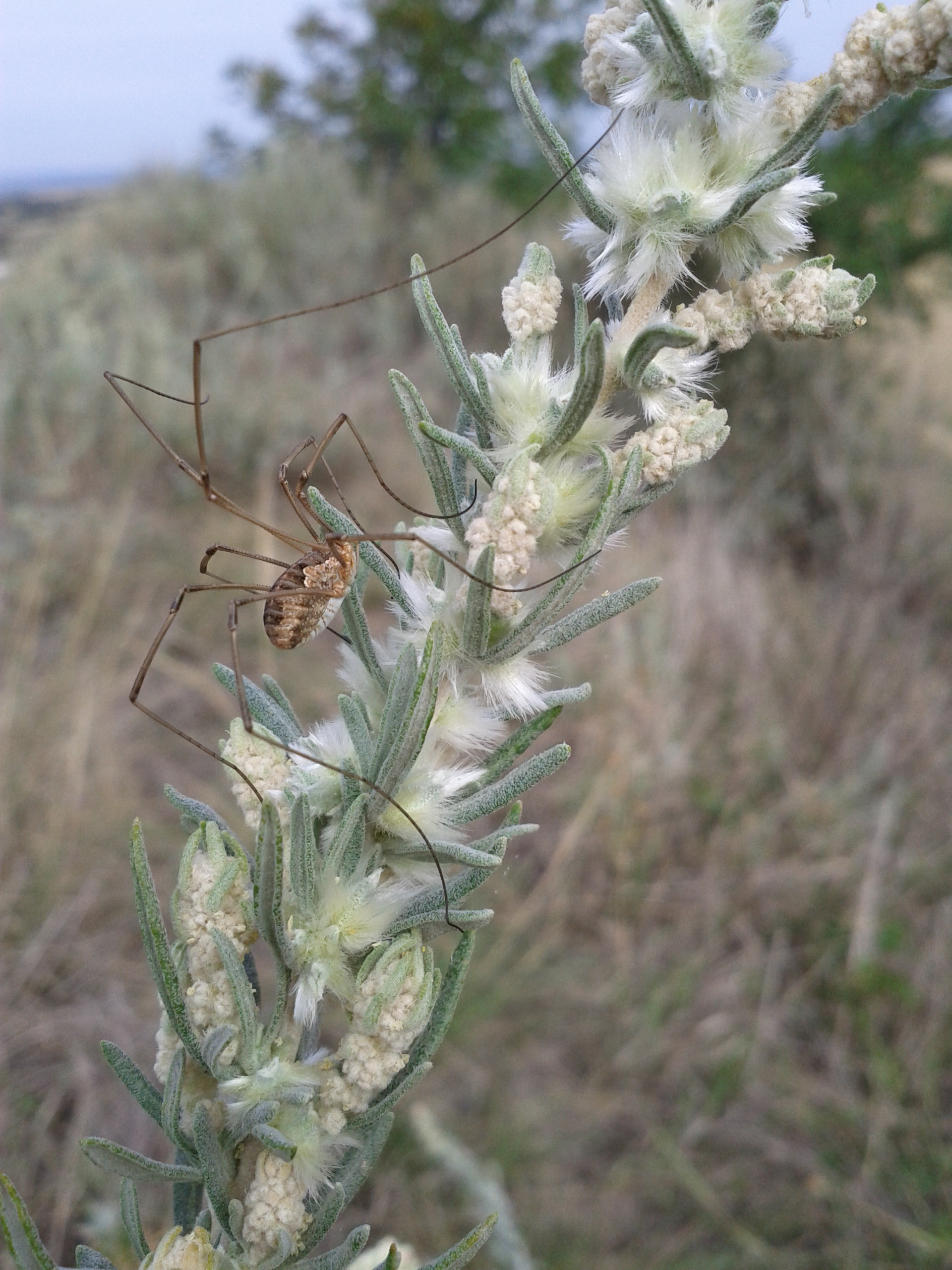
Der Blütenstand ist eine dichte, endständige, zusammengesetzte Scheinähre.
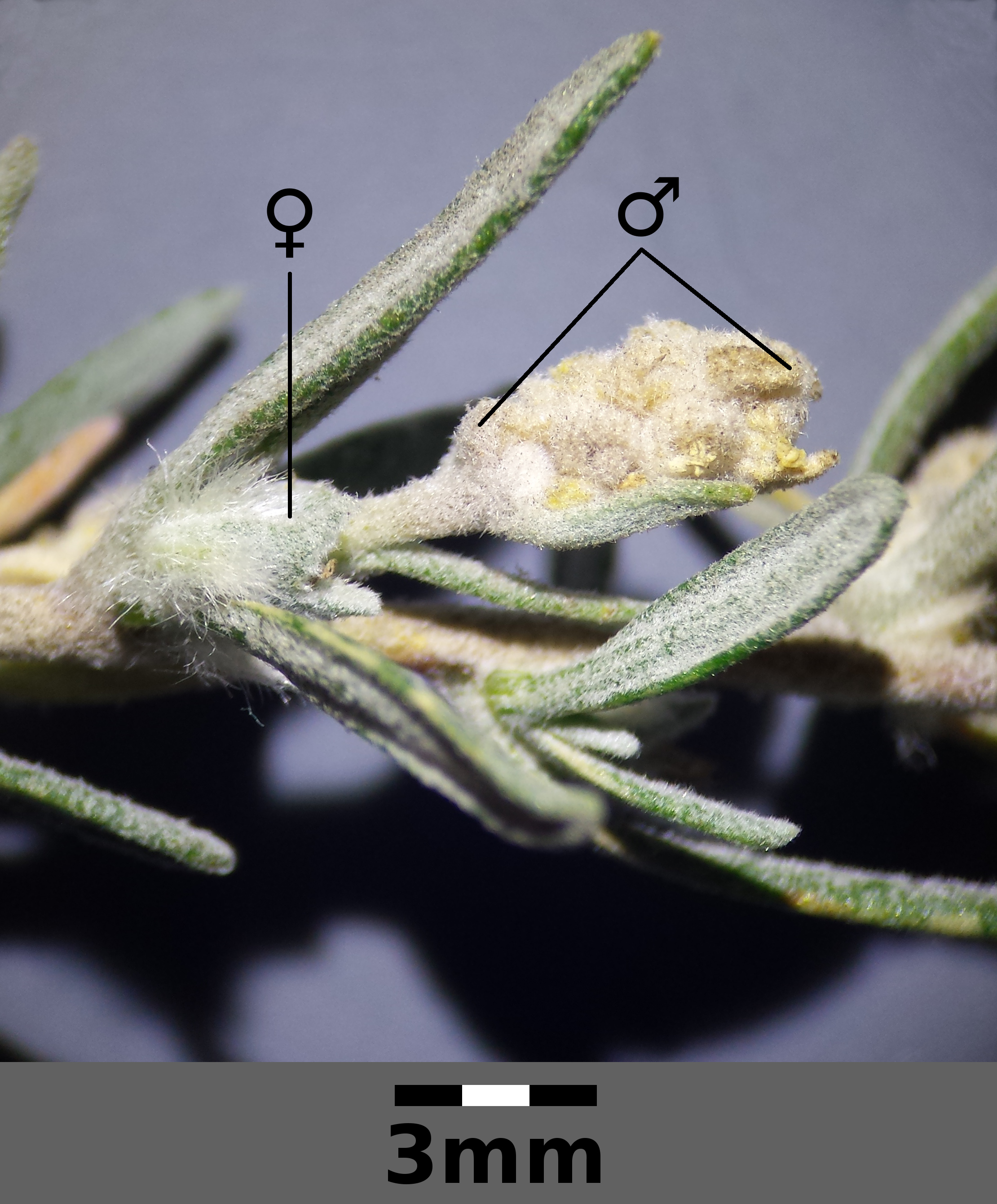
Die männlichen Blüten sind in seitenständigen „Ährchen“ aus etwa 5–10 mehrblütigen Knäueln angeordnet. Die weiblichen Blüten sitzen einzeln am Grund der „Ährchen“.
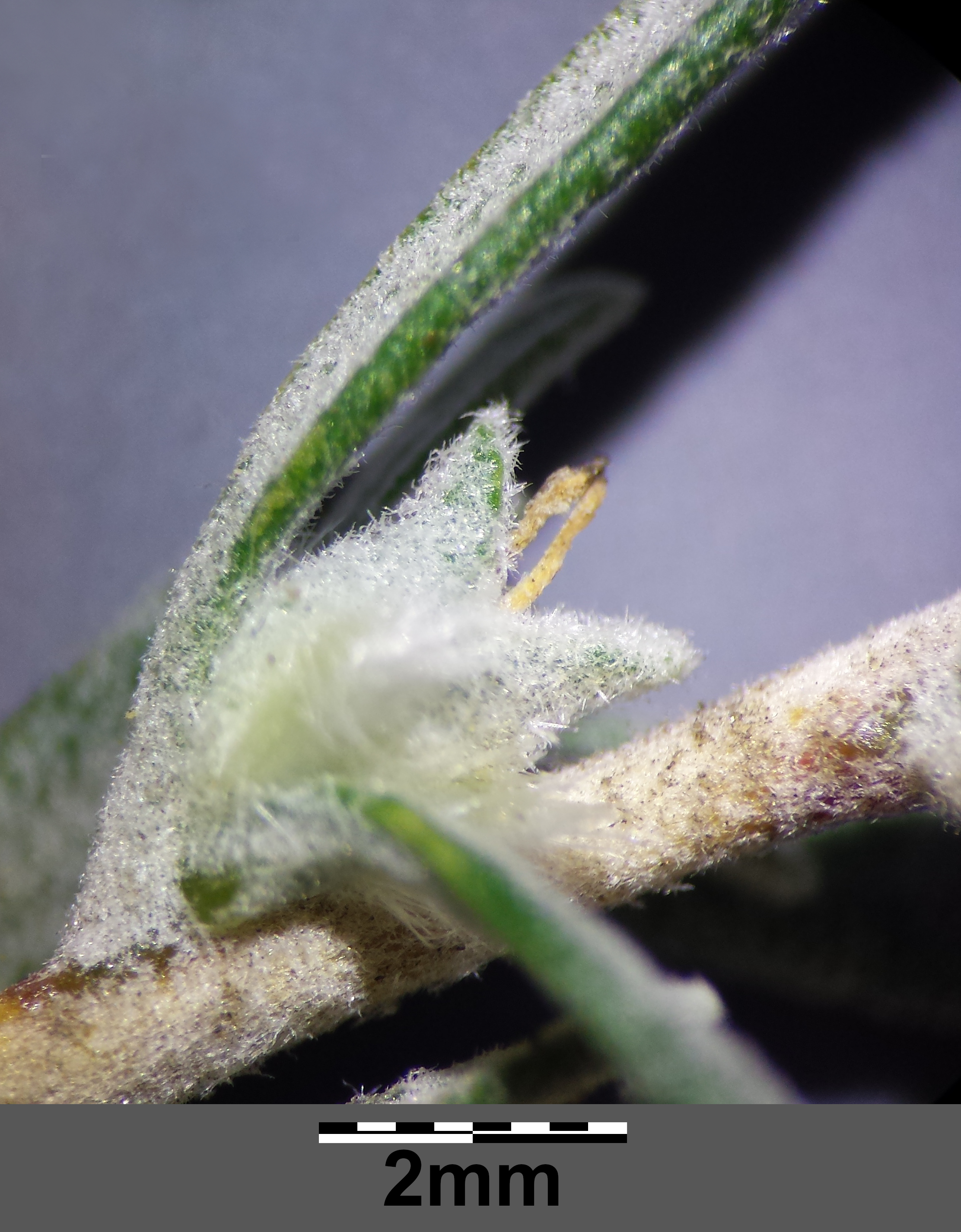
Zwei Vorblätter schließen die Frucht ein und bilden das namensgebende „Horn“. Erkennbar sind auch die zwei Narben der weiblichen Blüte.
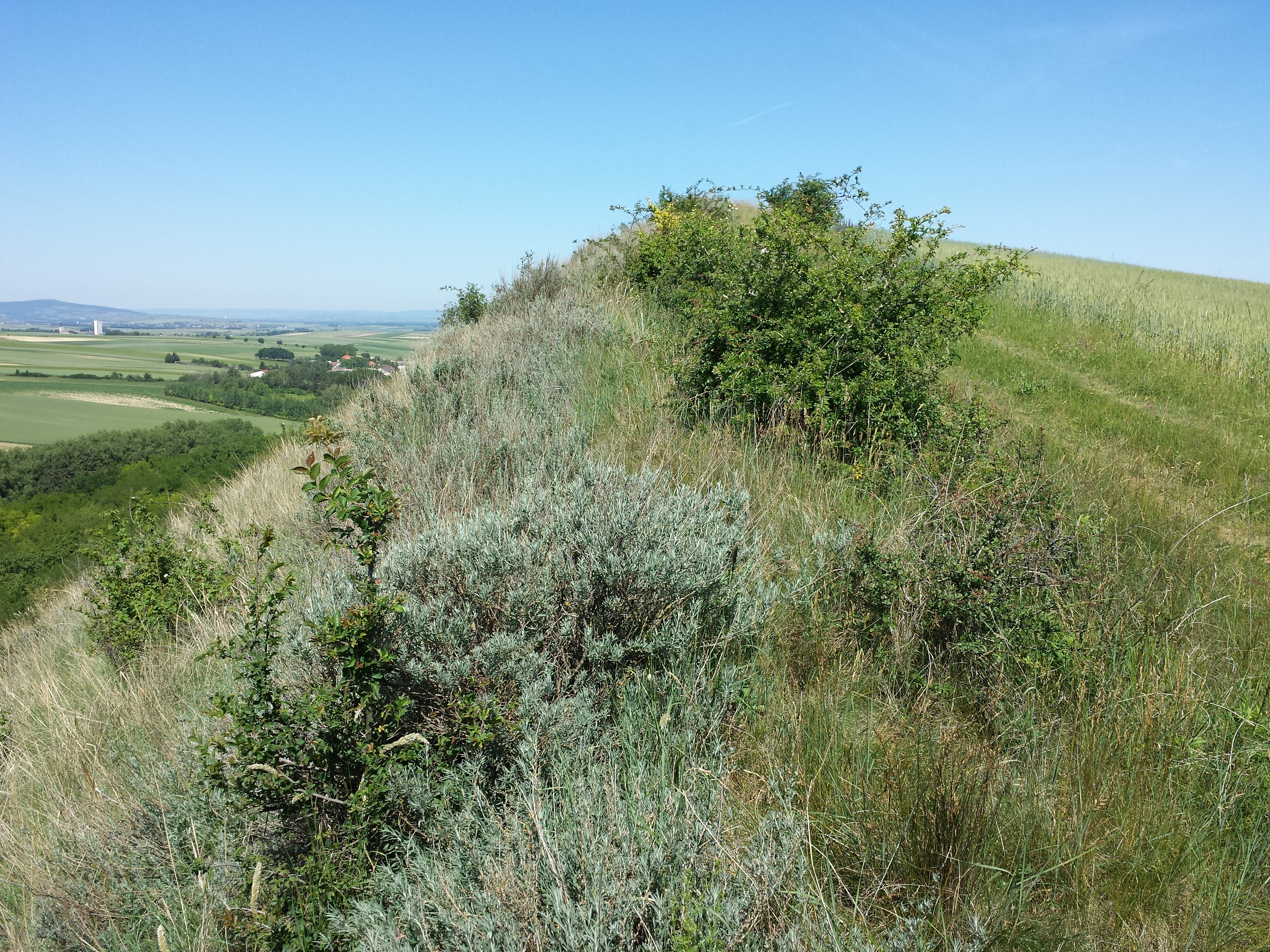
Fundort Blauer Berg bei Oberschoderlee
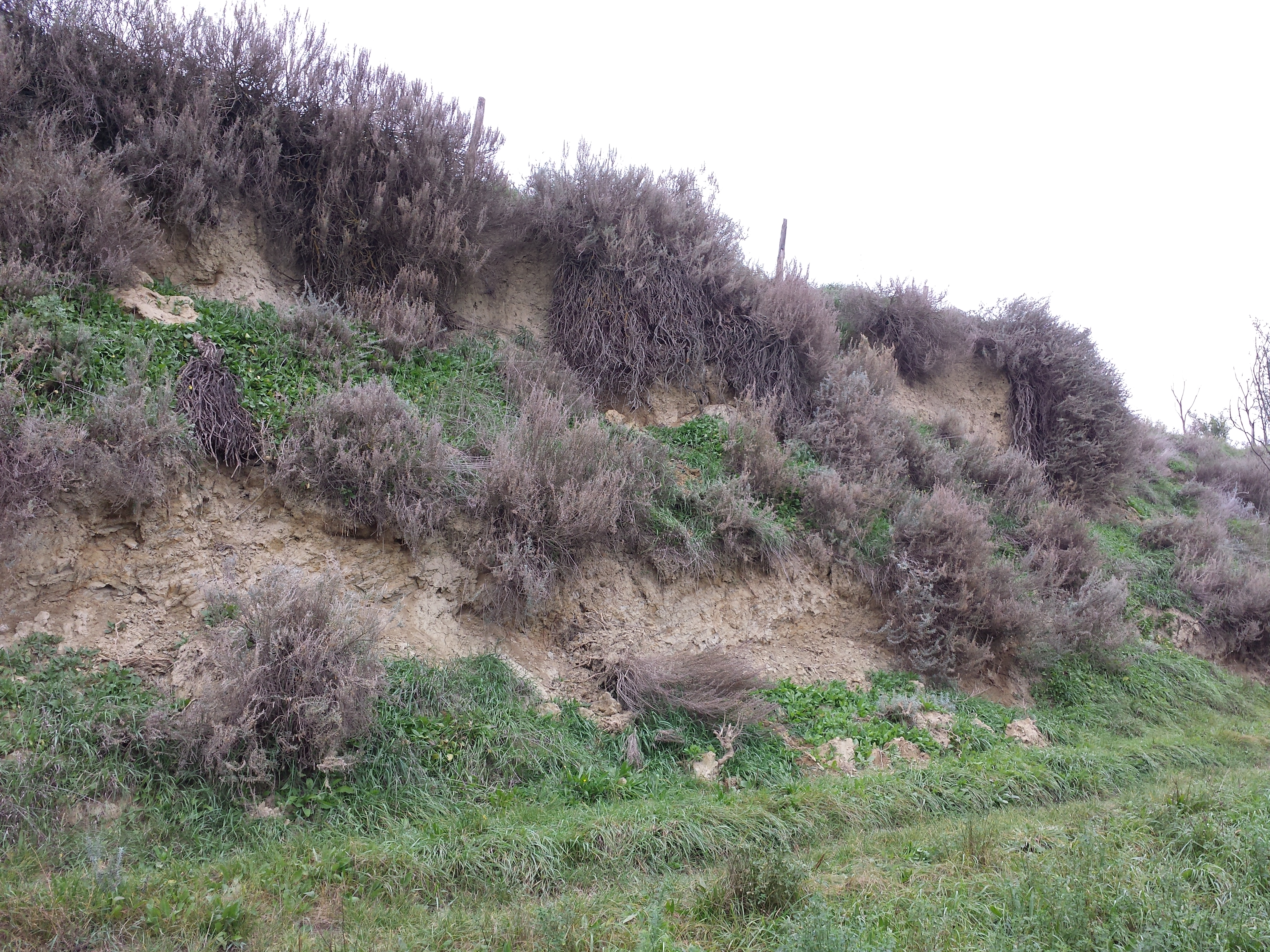
Fundort Reiternweg bei Goggendorf